# Gran Premio motociclistico Città di Imola 1999
Il Gran Premio motociclistico Città di Imola 1999 corso il 5 settembre, è stato l'undicesimo Gran Premio della stagione 1999 del motomondiale e ha visto vincere la Honda di Àlex Crivillé nella classe 500, Loris Capirossi nella classe 250 e Marco Melandri nella classe 125.

## Classe 500

### Arrivati al traguardo
| Pos | Nº | Pilota                   | Squadra                    | Motocicletta | Giri | Tempo     | Griglia | Punti |
| --- | -- | ------------------------ | -------------------------- | ------------ | ---- | --------- | ------- | ----- |
| 1   | 3  | Àlex Crivillé            | Repsol Honda               | Honda        | 25   | 46:05.244 | 1       | 25    |
| 2   | 5  | Alex Barros              | MoviStar Honda Pons        | Honda        | 25   | +0.265    | 3       | 20    |
| 3   | 2  | Max Biaggi               | Marlboro Yamaha            | Yamaha       | 25   | +6.383    | 7       | 16    |
| 4   | 8  | Tadayuki Okada           | Repsol Honda               | Honda        | 25   | +8.987    | 5       | 13    |
| 5   | 55 | Régis Laconi             | Red Bull Yamaha WCM        | Yamaha       | 25   | +10.449   | 8       | 11    |
| 6   | 10 | Kenny Roberts Jr         | Suzuki Grand Prix          | Suzuki       | 25   | +12.366   | 2       | 10    |
| 7   | 9  | Nobuatsu Aoki            | Suzuki Grand Prix          | Suzuki       | 25   | +14.948   | 10      | 9     |
| 8   | 19 | John Kocinski            | Kanemoto Nettaxi Honda     | Honda        | 25   | +17.719   | 9       | 8     |
| 9   | 24 | Garry McCoy              | Red Bull Yamaha WCM        | Yamaha       | 25   | +28.910   | 12      | 7     |
| 10  | 15 | Sete Gibernau            | Repsol Honda               | Honda        | 25   | +29.015   | 11      | 6     |
| 11  | 6  | Norick Abe               | Antena 3 Yamaha-D'Antin    | Yamaha       | 25   | +34.810   | 6       | 5     |
| 12  | 26 | Haruchika Aoki           | F.C.C. TSR                 | TSR-Honda    | 25   | +53.188   | 14      | 4     |
| 13  | 31 | Tetsuya Harada           | Aprilia Grand Prix Racing  | Aprilia      | 25   | +1:01.810 | 13      | 3     |
| 14  | 17 | Jurgen van den Goorbergh | Biland GP1                 | MuZ-Weber    | 25   | +1:07.100 | 16      | 2     |
| 15  | 20 | Mike Hale                | Proton KR Modenas          | Modenas KR3  | 25   | +1:11.127 | 17      | 1     |
| 16  | 22 | Sébastien Gimbert        | Tecmas Honda Elf           | Honda        | 25   | +1:20.873 | 18      |       |
| 17  | 68 | Mark Willis              | Buckley Systems BSL Racing | Modenas KR3  | 25   | +1:21.602 | 20      |       |

### Ritirati
| Nº | Pilota              | Squadra              | Motocicletta | Giri | Griglia |
| -- | ------------------- | -------------------- | ------------ | ---- | ------- |
| 25 | José Luis Cardoso   | Maxon TSR            | TSR-Honda    | 12   | 19      |
| 52 | David De Gea        | Dee Cee Jeans Racing | Honda        | 9    | 22      |
| 14 | Juan Bautista Borja | MoviStar Honda Pons  | Honda        | 5    | 15      |
| 21 | Michael Rutter      | Millar Honda         | Honda        | 4    | 21      |
| 4  | Carlos Checa        | Marlboro Yamaha      | Yamaha       | 3    | 4       |
| 27 | Bernard Garcia      | Biland GP1           | MuZ-Weber    | 1    | 23      |

## Classe 250

Da destra: il vincitore della gara della quarto di litro, Loris Capirossi, e il secondo classificato Valentino Rossi festeggiano sul podio.

### Arrivati al traguardo
| Pos | Nº | Pilota             | Squadra                    | Motocicletta | Giri | Tempo     | Griglia | Punti |
| --- | -- | ------------------ | -------------------------- | ------------ | ---- | --------- | ------- | ----- |
| 1   | 1  | Loris Capirossi    | Elf Axo Honda Gresini      | Honda        | 23   | 43:23.269 | 2       | 25    |
| 2   | 46 | Valentino Rossi    | Aprilia Grand Prix Racing  | Aprilia      | 23   | +8.248    | 3       | 20    |
| 3   | 19 | Olivier Jacque     | Chesterfield Yamaha Tech 3 | Yamaha       | 23   | +9.971    | 1       | 16    |
| 4   | 7  | Stefano Perugini   | Fila Watches Honda         | Honda        | 23   | +11.758   | 4       | 13    |
| 5   | 56 | Shin'ya Nakano     | Chesterfield Yamaha Tech 3 | Yamaha       | 23   | +17.488   | 8       | 11    |
| 6   | 21 | Franco Battaini    | FGF Battaini Racing        | Aprilia      | 23   | +21.322   | 6       | 10    |
| 7   | 6  | Ralf Waldmann      | Aprilia Germany            | Aprilia      | 23   | +23.134   | 5       | 9     |
| 8   | 34 | Marcellino Lucchi  | Aprilia Grand Prix Racing  | Aprilia      | 23   | +24.194   | 7       | 8     |
| 9   | 12 | Sebastián Porto    | Semprucci Biesse-Group     | Yamaha       | 23   | +36.966   | 12      | 7     |
| 10  | 44 | Roberto Rolfo      | Vasco Rossi Racing         | Aprilia      | 23   | +37.617   | 11      | 6     |
| 11  | 37 | Luca Boscoscuro    | Polini                     | TSR-Honda    | 23   | +39.093   | 13      | 5     |
| 12  | 4  | Tōru Ukawa         | Shell Advance Honda        | Honda        | 23   | +56.984   | 9       | 4     |
| 13  | 9  | Jeremy McWilliams  | QUB Team Optimum           | Aprilia      | 23   | +1:05.262 | 10      | 3     |
| 14  | 11 | Tomomi Manako      | Yamaha Kurz Aral           | Yamaha       | 23   | +1:06.453 | 16      | 2     |
| 15  | 14 | Anthony West       | Shell Advance Honda        | TSR-Honda    | 23   | +1:11.239 | 19      | 1     |
| 16  | 36 | Masaki Tokudome    | Dee Cee Jeans Racing       | TSR-Honda    | 23   | +1:11.844 | 17      |       |
| 17  | 66 | Alex Hofmann       | Racing Factory             | TSR-Honda    | 23   | +1:21.088 | 20      |       |
| 18  | 10 | Fonsi Nieto        | Antena 3 Yamaha-D'Antin    | Yamaha       | 23   | +1:49.572 | 26      |       |
| 19  | 16 | Johan Stigefelt    | Edo Racing                 | Yamaha       | 23   | +1:50.453 | 25      |       |
| 20  | 22 | Lucas Oliver Bultó | Yamaha Kurz Aral           | Yamaha       | 22   | +1 giro   | 22      |       |
| 21  | 90 | Stefano Pennese    | RCGM                       | Aprilia      | 22   | +1 giro   | 27      |       |

### Ritirati
| Nº | Pilota          | Squadra                 | Motocicletta | Giri | Griglia |
| -- | --------------- | ----------------------- | ------------ | ---- | ------- |
| 35 | Mario De Matteo | Future Strategies       | Aprilia      | 21   | 30      |
| 58 | Matias Rios     | PR2 Mitsubishi          | Aprilia      | 19   | 29      |
| 18 | Scott Smart     | Sabre Docshop Racing    | Aprilia      | 13   | 21      |
| 17 | Maurice Bolwerk | Rizla Honda             | TSR-Honda    | 10   | 18      |
| 24 | Jason Vincent   | Padgetts HRC Shop       | Honda        | 8    | 14      |
| 23 | Julien Allemand | Tecmas Honda Elf        | TSR-Honda    | 7    | 1       |
| 48 | Ivan Clementi   | Team Campetella         | Aprilia      | 7    | 28      |
| 15 | David García    | Antena 3 Yamaha-D'Antin | Yamaha       | 6    | 24      |
| 41 | Jarno Janssen   | Rizla Honda             | TSR-Honda    | 1    | 23      |

## Classe 125

### Arrivati al traguardo
| Pos | Nº | Pilota               | Squadra                  | Motocicletta | Giri | Tempo     | Griglia | Punti |
| --- | -- | -------------------- | ------------------------ | ------------ | ---- | --------- | ------- | ----- |
| 1   | 13 | Marco Melandri       | Benetton Playlife        | Honda        | 21   | 42:26.648 | 1       | 25    |
| 2   | 16 | Simone Sanna         | Polini                   | Honda        | 21   | +1.244    | 3       | 20    |
| 3   | 21 | Arnaud Vincent       | C.C. Valencia            | Aprilia      | 21   | +1.535    | 4       | 16    |
| 4   | 7  | Emilio Alzamora      | Via Digital Team         | Honda        | 21   | +2.211    | 6       | 13    |
| 5   | 6  | Noboru Ueda          | Givi Honda LCR           | Honda        | 21   | +2.276    | 15      | 11    |
| 6   | 26 | Ivan Goi             | Matteoni Racing          | Honda        | 21   | +12.586   | 12      | 10    |
| 7   | 17 | Steve Jenkner        | Marlboro Team ADAC       | Aprilia      | 21   | +12.701   | 10      | 9     |
| 8   | 54 | Manuel Poggiali      | Kappa Racing             | Aprilia      | 21   | +13.112   | 11      | 8     |
| 9   | 41 | Yōichi Ui            | Festina-Derbi            | Derbi        | 21   | +14.186   | 5       | 7     |
| 10  | 4  | Masao Azuma          | Benetton Playlife        | Honda        | 21   | +15.188   | 13      | 6     |
| 11  | 15 | Roberto Locatelli    | Vasco Rossi Racing       | Aprilia      | 21   | +26.791   | 7       | 5     |
| 12  | 37 | William De Angelis   | Matteoni Racing          | Honda        | 21   | +33.998   | 14      | 4     |
| 13  | 32 | Mirko Giansanti      | Kappa Racing             | Aprilia      | 21   | +48.189   | 18      | 3     |
| 14  | 18 | Reinhard Stolz       | Polini                   | Honda        | 21   | +48.758   | 23      | 2     |
| 15  | 44 | Alessandro Brannetti | Future Strategies        | Aprilia      | 21   | +48.819   | 17      | 1     |
| 16  | 9  | Frédéric Petit       | Racing Moto Sport        | Aprilia      | 21   | +49.190   | 16      |       |
| 17  | 22 | Pablo Nieto          | Festina-Derbi            | Derbi        | 21   | +52.817   | 27      |       |
| 18  | 10 | Jerónimo Vidal       | C.C. Valencia            | Aprilia      | 21   | +52.832   | 20      |       |
| 19  | 8  | Gianluigi Scalvini   | Inoxmacel Fontana Racing | Aprilia      | 21   | +1:15.177 | 9       |       |
| 20  | 39 | Cristian Magnani     | 3C Racing                | Aprilia      | 20   | +1 giro   | 29      |       |

### Ritirati
| Nº | Pilota            | Squadra                | Motocicletta | Giri | Griglia |
| -- | ----------------- | ---------------------- | ------------ | ---- | ------- |
| 23 | Gino Borsoi       | Semprucci Biesse-Group | Aprilia      | 18   | 2       |
| 12 | Randy de Puniet   | Scrab Competition      | Aprilia      | 13   | 24      |
| 36 | Alex De Angelis   | Matteoni Racing        | Honda        | 12   | 26      |
| 5  | Lucio Cecchinello | Givi Honda LCR         | Honda        | 10   | 8       |
| 29 | Ángel Nieto Jr    | Via Digital Team       | Honda        | 8    | 28      |
| 81 | Jaroslav Huleš    | PRD Italjet            | Italjet      | 7    | 25      |
| 20 | Bernhard Absmeier | Mayer-Rubatto Racing   | Aprilia      | 6    | 30      |
| 1  | Kazuto Sakata     | M.T.P. - Team Pileri   | Honda        | 2    | 19      |
| 11 | Max Sabbatani     | Matteoni Racing        | Honda        | 0    | 22      |

### Non partito
| Nº | Pilota         | Moto    | Griglia |
| -- | -------------- | ------- | ------- |
| 38 | Diego Giugovaz | Aprilia | 21      |